# Delfim de Carvalho Ribeiro
Delfim de Carvalho Ribeiro (Patrocínio do Muriaé, 17 de setembro de 1945 - 3 de abril de 1997) foi um advogado, agricultor, empresário e político brasileiro do estado de Minas Gerais.
Delfim Ribeiro foi secretário da presidência da ARENA no período de 1965 a 1967. Foi deputado estadual por quatro legislaturas consecutivas, da 8ª à 11ª legislatura (1975 a 1991).

Foi ainda secretário de Estado da Cultura (1985-1986) no Governo Hélio Garcia.